# Fishmans
Fishmans (яп. フィッシュマンズ Фиссюмандзу) — музыкальная группа, образованная в токийском районе Минато. Она известна своим уникальным психоделическим звучанием и характерным вокалом покойного вокалиста Синдзи Сато, а также игрой на барабанах Кинъити Мотэги и басовыми партиями в стиле рокстеди Юдзуру Каcивабары. Fishmans большую часть своего существования оставались относительно неизвестными, но позже приобрели культовый статус, в основном благодаря популярности на веб-форумах. В статье для «The Japan Times» в 2019 году Джеймс Хэдфилд написал, что их альбомы Kūchū Camp и Long Season «являются бесспорными вехами в каноне японского рока».

## История

### 1987—1995: Ранние годы
Группа была сформирована в начале лета 1987 года в районе Минато, Токио студентами университета Мэйдзи Гакуин: Синдзи Сато (вокал, гитара, труба), Кинъити Мотэги (ударные, вокал, семплер) и Кэнсукэ Одзимой (гитара, вокал). В том же году было представлено первое демо коллектива под названием «Blue Summer», которое до сих пор остаётся незавершённым. В мае 1988 Fishmans начали выступать на небольших площадках в Токио, а в августе басист Юдзуру Каcивабара присоединился к их рядам. Первые записи группы появилась на сборнике 1989 года Panic Paradise, куда вошли две их ранние песни. В марте 1990 года к первому сольному выступлению в Shibuya La.mama к коллективу присоединился клавишник Хакасэ-Сан, который в ноябре стал официальным участником. В октябре того же года лейбл Virgin Records Japan (который позже был переименован в Media Remoras) предложил Fishmans контракт на запись, на что они быстро согласились. В 1991 году был выпущен сингл «Hikouki» (яп. ひこうき Хико̄ки, «Самолёт»), за которым последовал первый альбом группы Chappie Don’t Cry, продюсером которого выступил музыкант Кадзуфуми Кодама. Кодама ранее прославился как основатель влиятельной японской даб-группы Mute Beat, а его предложение сделать альбом в стиле рокстеди стало основным толчком к записи первой пластинки Fishmans. После этого музыкант больше не участвовал ни в одном проекте группы. Продюсер ZAK сделал свое первое из многих появлений с Fishmans на концерте в июне того же года, положив начало долгой истории сотрудничества между ним и Синдзи Сато.
Позже в том же году будет выпущен первый мини-альбом Fishmans Corduroy’s Mood. При его записи участники группы вдохновлялись жанром сибуя-кэй, что позволило им отойти от рокстеди-звучания предыдущего LP и проводить более эффективный мозговой штурм над более сложными композициями. Проект был призван изобразить «ощущение зимы» в рамках четырёх треков. Группа быстро разработала очень лёгкое и беззаботное звучание (в основном под влиянием регги и даба, но также с элементами рока, попа, драм-н-бейса, хип-хопа, ска и других), сочетавшееся с характерным вокалом Сато, что постепенно принесло им значительное признание на японской андеграундной сцене.
В 1992 году японская телекомпания Fuji TV обратилась к Fishmans с просьбой написать заглавную песню для телешоу 90 Days Tottenham Pub (яп. 90日間トテナムパブ), а в ответ группа выпустила «100mm Chotto no» (яп. 100ミリちょっとの 100 мири Тётто но, «Чуть Больше Ста Миллиметров»). Трек был музыкальной заставкой телепередачи с января по март, а в феврале был выпущен как сингл.
С мая по июнь 1992 года Fishmans записывались с японским музыкантом Харуо Куботой. Существует очень мало информации об этих попытках записи, но известен один случай, когда Кубота под алкогольным опьянением вызвал группу в студию посреди ночи, что вызвало значительное замешательство и смущение среди участников. Это стало концом отношений группы с музыкантом, после чего 21 октября они выпустили свой второй альбом King Master George. Коллектив продолжил экспериментировать со своим звучанием, поэтому на альбоме можно услышать песни в различных жанрах от джаз-рока до софт-попа. На пластинке находятся переосмысленная версию «100mm Chotto no», а также «Nantettano» (яп. なんてったの Нантэттано, «Что ты сказала?») и «Tayorinai Tenshi» (яп. 頼りない天使 Таёринаи Тэнси, «Ненадёжный ангел»), впоследствии ставшие классикой группы.
19 февраля 1993 года Fishmans выпустили сингл «Walkin'», ставший первой записью, спродюсированной ZAK. Релиз получил большое признание публики, что побудило продюсера продолжить работать с группой. Следующий сингл «Ikareta Baby» (яп. いかれたBaby) стал первым хитом Fishmans и часто звучал на радио. Естественно, такая популярность привела к дальнейшему сотрудничеству с ZAK и выпуску их третьего LP Neo Yankees' Holiday, включающего в себя оба вышеупомянутых трека, а также ещё одну классическую песню группы «Smilin' Days, Summer Holiday». После выпуска альбома коллектив дал множество концертов, включавших в себя выступления в Shibuya Parco, Shinsaibashi Club Quattro и Nissin Power Station. С 1 ноября до конца года Fishmans находились в туре по Токио, в процессе изменив своё звучание в сторону рока в рамках подготовки к выпуску их четвертого альбома.
2 февраля 1994 года группа выпустила макси-сингл «Go Go Round This World!», продвигая звучание, достигнутое на Neo Yankees' Holiday, в направлении, более ориентированном на фанк. Запись включала в себя популярный альтернативный микс «Smilin' Days, Summer Holiday», который превратил прежде непринуждённый даб-трек в энергичный и взрывной, предвещая каким в итоге получится следующий альбом. Это время быстрых изменений привело к тому, что гитарист Кэнсукэ Одзима покинул группу в мае того же года. Несмотря на этот внезапный уход, 17 июня коллектив выпустил свой второй макси-сингл под названием «Melody», ставший одним из самых важных синглов Fishmans. Также запись стала первым случаем выпуска материала группы на виниле, напечатанном тиражом в 1000 экземпляров и продававшемся только на концертных площадках, и на компакт-диске. После этого релиза Fishmans удалось нанять гитаристку группы Buffalo Daughter suGar Ёсинагу для записи их следующего альбома. 21 октября одновременно были выпущены сингл «My Life» и LP Orange, продемонстрировавший более выраженное фанк-рок звучание группы и содержащий новую переработанную версию «Melody». Некоторые треки на релизе, такие как «Kaerimichi» (яп. 帰り道 Каэримити, "Обратный путь", "Путь домой"), предвещали их поворот в сторону дрим-попа, который произошёл позже.

### 1995—1998:Kūchū Camp,Long SeasonиUchū Nippon Setagaya
17 марта 1995 года Fishmans выпустили свой первый концертный альбом Oh! Mountain после тура по пяти городам в честь выпуска Orange. Однако пластинку нельзя назвать «настоящим» концертным альбомом, поскольку большая часть представленных песен была ремикширована ZAK в студии для улучшения качества звука и добавления интересных музыкальных элементов для создания уникального опыта при домашнем прослушивании. Треки, включённые в альбом, в общей сложности были записаны на 11 различных концертах.
После выхода альбома Oh! Mountain, группа подписала контракт с Polydor Records. Лейбл предоставил Fishmans собственную студию звукозаписи Waikiki Beach, где в августе они приступили к работе над новым материалом. В сентябре того же года состоялся праздничный концерт под названием Let’s Polydor, в честь перехода на новый лейбл. Хакасэ-Сан покинул группу сразу после этого концерта, и оставшееся трио на следующих записях работало с рядом приглашённых музыкантов, в основном с Honzi (клавишные, скрипка, аккордеон и вокал) из A Decade-In Fake (позже Honzi’s World) и Синъей Когурэ (гитара) из Hicksville. Дальнейшее укрепление ZAK в области микширования звука завершило вторую фазу группы, которая ещё больше развила своё звучание, включив в него элементы спейс-рока, эмбиента и психоделии. Длина и размах песен также продолжали расти, поскольку эти новые тенденции смешивались с их дабовой основой. После этого значительного изменения состава 25 ноября Fishmans выпустили, возможно, самый узнаваемый свой сингл, «Night Сruising» (яп. ナイトクルージング Наито курӯдзингу), с предстоящего альбома.
1 февраля 1996 года Fishmans выпустили свой пятый студийный альбом Kūchū Camp (яп. 空中キャンプ Кӯтюӯ Кямпу, Парящий Лагерь), который отличался улучшенным качеством производства. ZAK и Сато часто работали вместе над созданием песен, которые были упрощены до самых основных элементов, без наполнения их пышным фоном, что способствовало созданию более чистого и чёткого звучания. Это, наряду с более развитыми навыками исполнения дрим-попа, помогло закрепить за группой репутацию серьезного, настоящего рок-коллектива на более широкой мировой сцене. Такой стиль музыки стал отличительным для Fishmans на протяжении всей их дальнейшей карьеры, ещё больше отдалив их от ранних дней регги. Также альбом стал первым LP группы, напечатанном на виниле. В честь успешного выпуска альбома группа отправилась в тур из 10 шоу под названием Young but Historical (яп. 若いながらも歴史あり Вакаинагара мо Рэкиси Ари), который гораздо позже был издан на видео DVD. Во время этого тура гитарист Митио «Darts» Сэкигучи согласился постоянно работать с Fishmans до конца их карьеры. После этого, 27 марта, Fishmans выпустили популярный сингл «Baby Blue» с альбома Kūchū Camp, который напомнил о более чувственной, мягкой стороне Fishmans, контрастирующей с их новым дрим-поп звучанием.
Несмотря на относительно широкий успех, коллектив всё ещё любил экспериментировать с альтернативными звуками и проектами, которые они никогда не пробовали ранее. Начиная с июля, группа приступила к записи отдельного сингла «Season» в преддверии предстоящего полноформатного LP Long Season, 35-минутного эпика, основанного на сингле, разделённого на пять частей. Группа закончила работу в августе, однако «Season» был выпущен только 25 сентября, а сопровождающий его альбом — 25 октября. Представленные на пластинке тексты и мелодии, записанные в их частной студии Waikiki Beach, задумывались как невероятно личные для Сато и должны были представлять собой музыкальный опыт, напоминающий нахождение во сне. В конечном итоге этот студийный LP стал их самым узнаваемым среди андеграундных музыкальных сообществ благодаря своей экспериментальности и уникальной структуре. После выхода альбома Fishmans впервые исполнили песню вживую, причём при каждом последующем исполнении группа намеревалась менять композицию так, чтобы она никогда не звучала одинаково дважды. Ближе к концу года Fishmans выступили в Кобе, Нагое и Токио в рамках нового тура под названием Long Season '96～'97.
С февраля по июнь 1997 года Fishmans постоянно создавали новый материал в своей студии, что делало это самым продолжительным непрерывным периодом записи за всю историю группы. На самом раннем этапе коллектив начал использовать музыкальное программное обеспечение Pro Tools, в итоге закончив в ней весь свой новый материал. 2 июля был выпущен их сингл «Magic Love», послуживший тизером их следующего альбома, в сочетании с ремиксом этой песни от Хироcи Каванабэ из Tokyo No. 1 Soul Set. Fishmans ранее сблизились с группой, а этот ремикс окончательно укрепил отношения между коллективами.
Их последний студийный проект, Uchū Nippon Setagaya (яп. 宇宙 日本 世田谷 Утюӯ Ниппон Сэтагая, «Космос Япония Сэтагая»), был выпущен 24 июля и продемонстрировал звучание, более походящее на эмбиент-поп. С лирической точки зрения альбом сосредоточен на личной повседневной жизни, сохранив при этом широкое мировоззрение, вдохновившее название пластинки, постоянно увеличивающееся в масштабе: сначала от космоса до Японии, а после до района Сэтагая. В альбом вошли сингл «Magic Love», а также выдающиеся треки «Walking in the Rhythm», «Weather Report» и другие, благодаря которым большая часть альбома считается классикой в дискографии Fishmans. Одновременно с выпуском альбома был проведен тур под названием Uchū Nippon Okudaizumu (яп. 宇宙 日本 奥田イズム Утюӯ Нихон Окудаидзуму), который состоял из двенадцати концертов по Японии.
22 октября был выпущен макси-сингл «Walking in the Rhythm», состоящий из четырёх ремиксов и демонстрирующий мастерство группы в модификации своих композиций новыми и интересными способами, а также её любовь к этой конкретной песне. За этим последовал тур Walking In the Okudaizumu (яп. Walking In the 奥 田 イ ズ ム) по Осаке, Нагое и Токио. Концерт, проведенный 12 декабря, 22 февраля 1998 года транслировался частично японской музыкальной телепрограммой Space Shower TV. Fishmans неоднократно появлялись в программе в течение 1998 года, а в 2007 на DVD были выпущены три «эпизода» со всеми их трансляциями. В основном эти записи включали в себя множество редких концертов и интервью, а также полное музыкальное видео для «Long Season» и даб-микс «Walking in the Rhythm».
В начале года, после выступлений в собственной студии и студии Polydor, группа приступила к работе над новым концертным альбомом. Между тем, в марте Fishmans снова выступили в четырех местах в Японии в рамках своего тура Teion Basshu (яп. 低音バッシュ Тэион Бассю, Бас-Бэш). Их концертный альбом был завершен в мае и выпущен 19 августа под названием 8 Gatsu no Genjō (яп. 8月の現状 8 Гацу но Гэндзё:), ремикшированный сборник живых выступлений Fishmans с 1996 по 1998 год. Этот стиль ремикширования концертных записей имел значительное сходство с предыдущим концертным альбомом группы Oh! Mountain, в результате чего две пластинки можно считать родственными релизами. В августе был проведен одноимённый тур в честь выпуска 8 Gatsu no Genjō, завершившийся 10 октября выступлением в Hibiya Open-Air Concert Hall, включавшем в себя полное исполнение неизданной и, в конечном итоге, незаконченной песни «A Piece of Future», предвещавшей поворот группы к пост-року.
В июле того же года коллектив начал работу над более продолжительной новой песней под названием «Yurameki in the Air» (яп. ゆらめき in the Air). 13-минутная композиция, в конечном счёте, не попала ни на один студийный альбом, хотя и имела звучание, схожее с их предыдущим LP Uchū Nippon Setagaya. После выпуска сингла 2 декабря участник группы Юдзуру Касивабара выразил незаинтересованность в продолжении своей музыкальной карьеры, решив покинуть группу с наступлением нового года.

### 1998—2004:Otokotachi no Wakare, смерть Сато и расформирование
В декабре 1998 года Fishmans провели Otokotachi no Wakare Tour (яп. 男達の別れツアー Отокотати нo Вакaрэ Тур), чтобы попрощаться с басистом Касивабарой. Тур завершился двумя концертами подряд — 27 декабря и 28 декабря. Оба выступления прошли в Akasaka Blitz в Минато.
На концерте 28 декабря группа исполнила многие из своих самых популярных песен и завершила выступление исполнением «Long Season» целиком. Это должно было стать последним выступлением Касивабары с группой, а Сато с Мотэги планировали продолжить работу как Fishmans. Сато умер 15 марта 1999 года. Последний концерт тура был выпущен в виде альбома 98.12.28 Otokotachi no Wakare (яп. 98.12.28 男達の別れ 98.12.28 Отокотати нo Вакaрэ) 29 сентября 1999.
Кончина Сато была настолько внезапной, что их лейбл Polydor уже преждевременно запланировал выпуск двух сборников на дату всего через два дня после его смерти. 17 марта были выпущены Fishmans 1991—1994 Singles & More, коллекция релизов эпохи Media Remoras и The Three Birds & More Feelings, сборник клипов группы на VHS (позже переизданных на DVD), записанных Кэнсукэ Кавамурой.
Позже в том же году, 30 июня, был выпущен сборник Aloha Polydor, в который вошли многие песни коллектива эпохи Polydor, а также неизданное демо «Sore wa Tada no Kibun sa» (яп. それはただの気分さ «Сорэ ва Тада но Кибун са»), над которым группа работала на момент смерти Сато. В следующем месяце Мотэги, Касивабара, Honzi, Darts, а также бывшие участники Хакасэ-Сан и Кэнсукэ Одзима провели три концерта в Японии, названные Fishmans-teki Kumiai (яп. フィッシュマンズ的組合).
Переход в двадцать первый век был трудным для группа из-за смерти их ведущего вокалиста и автора текстов. 25 октября 2000 года был выпущен концертный видеоальбом Kioku no Zōdai (яп. 記憶の増大 Киоку но Дзōдаи) , в котором собрано множество редких записей выступлений Fishmans, сделанных за эти годы с Сато. В следующем месяце в Shinjuku Liquid Room было проведено мероприятие, на котором Мотэги играл на барабанах синхронно с видеозаписью. Событие было проведено снова в апреле 2001 года в Нагое и Осаке, чтобы привлечь внимание к выпуску видеоальбома.
После смерти Сато Кинъити Мотэги играл в Tokyo Ska Paradise Orchestra вместо их старого барабанщика, который умер примерно в то же время, что и Синдзи. Со временем он стал полноправным участником группы. В ней Мотэги играет на барабанах и поёт. Касивабара, который первоначально планировал покинуть музыкальную индустрию, в конце концов объединил усилия с Юсукэ О̄ей (ранее из LabLife), чтобы сформировать Polaris, чьи композиции имеют значительное сходство со звучанием Fishmans конца 90-х. Позже Мотэги и Касивабара вместе с Такаси Като из Tokyo Ska Paradise Orchestra и Losalios, сформировали рок-группу So Many Tears, чья музыка больше похожа на инди- и альтернативный рок.

### 2004 — Настоящее время: Воссоединения
Популярность Fishmans только продолжала расти даже после преждевременной кончины Сато. В 2004 году был выпущен трибьют-альбом Sweet Dreams for Fishmans, включающий каверы от таких исполнителей, как OOIOO, Bonobos и UA. За этим последовали сборники Kūchū (яп. 空中 Кутюӯ, «Небо», «Воздух») и Uchū (яп. 宇宙 Утюӯ, «Космос») в 2005 году, в которые наряду с их лучшими хитами вошли редкие и неизданные песни. Среди них был A Piece of Future, 10-минутный трек в жанре пост-рок, исполнявшийся группой только вживую и наконец выпущенный для публики. Позже на эту песню был сделан ремикс трибьют-проектом Fishmans+, в состав которого входят Cornelius, Рюити Сакамото и многие другие японские музыканты, а также подавляющее большинство оригинальных участников Fishmans.
22 ноября 2005 года оставшиеся участники Fishmans отдали дань уважения своим фанатам и Синдзи Сато, выступив вживую на рок-фестивале Rising Sun. Шоу длилось три с половиной часа, в нём участвовало много приглашённых певцов. В следующем месяце в Сибуе прошла трибьют-выставка The Long Season Rewind с участием различных художников. В том же месяце был выпущен сингл «い か れ た Baby» / «感 謝 (驚)» / «Weather Report», в который вошли три ремикса песен, записанных на концертах.
В 2006 году на DVD был выпущен The Long Season Revue (режиссёр Кэнсукэ Кавамура), содержавший почти полную видеозапись трибьют-концерта Fishmans 22 ноября прошлого года. И хотя на концерте была целиком исполнена песня «Long Season», по неизвестным причинам её нет на The Long Season Revue. Первоначально видео показывали только в кинотеатрах, и в нём участвовали оригинальные участники группы вместе с поддерживающими музыкантами, такими как UA, Asa-Chang, Hanaregumi, Оки Юити (из Tokyo Ska Paradise Orchestra) и Икуко Харада (из Clammbon). После этих концертов Honzi, давняя участница группы, умерла в 2007 году.
С 2006 года группа отыграла несколько концертов на фестивалях. 3 мая 2011 года Fishmans провели трёхчасовой концерт в Hibiya Nozon, который был записан и распространен на DVD японской интернет-вещательной компанией Kampsite TV, аналогично эпизодам Space Shower TV с Fishmans, выпущенным в 2007 году. DVD назывался Live 2011/5.3 at Hibiya Open-Air Concert Hall «A Piece of Future» . В 2016 году группа выступила с тремя концертами в Нагое, Токио и Осаке с участием ряда оригинальных участников группы и приглашённых гостей. В феврале 2019 года Fishmans провели шоу вместе с японской джаз-рок-группой cero на концертной площадке Zepp Tokyo, впервые за 20 лет. Это было похоже на выступление, которое группа записала с японским J-pop коллективом Sakanaction в 2012 году.
В августе 2018 года вся музыка Fishmans была размещена на Spotify, iTunes и YouTube, что помогло увеличить число фанатов группы, особенно заграницей в Северной Америке и Европе.

## Состав
- Синдзи Сато (яп. 佐藤 伸治 Сато Синдзи) — вокал, гитара, труба (1987—1999; умер в 1999)
- Кинъити Мотэги (яп. 茂木 欣一 Мотэги Кинъити) — ударные, семплер, бэк-вокал (1987—1999, 2005-наши дни)
- Юдзуру Касивабара (яп. 柏原 譲 Касивабара Юдзуру) — бас-гитара (1988—1998, 1999, 2005-наши дни)
- Хакасэ-Сан (яп. ハカセ Хакасэ) — клавишные (1990—1995, 1999, 2005-наши дни)
- Кэнсукэ Одзима (яп. 小嶋 謙介 Одзима Кэнсукэ) — гитара, бэк-вокал (1987—1994, 1999)

### Поддерживающие участники
- Митио "Darts" Сэкигучи (яп. 関口道生 Сэкигучи Митио) — гитара (1996—1999)
- Ёко "Honzi" Хонти (яп. 本地陽子 Хонти Ёко) — клавишные, скрипка, аккордеон, бэк-вокал (1995—1999; умерла в 2007)
- ZAK — продюсирование, сведение (1995—1999)
- Синъя Когурэ (яп. 木暮 晋也 Когурэ Синъя) — гитара (1995—1999)

## Дискография

### Студийные альбомы
- Chappie, Don’t Cry (1991, Media Remoras)
- King Master George (1992, Media Remoras)
- Neo Yankees' Holiday (1993, Media Remoras)
- Orange (1994, Media Remoras)
- Kūchū Camp (яп. 空中キャンプ) (1996, Polydor)
- Long Season (1996, Polydor)
- Uchū Nippon Setagaya (яп. 宇宙 日本 世田谷) (1997, Polydor)

### EP
- Corduroy’s Mood (1991)
- I Dub Fish (2016)

### Концертные альбомы
- Oh! Mountain (1995, Media Remoras)
- 若いながらも歴史あり 96.3.2@新宿Liquid Room (2021, Universal Music Group)
- Long Season '96～7 96.12.26 Akasaka Blitz (2016, Polydor)
- 8月の現状 (1998, Polydor)
- 98.12.28 男達の別れ (1999, Polydor)

### Сборники
- Fishmans 1991—1994 Singles & More (1999, Pony Canyon)
- Aloha Polydor (1999, Polydor)
- 宇宙 ベ ス ト ・ オ ブ ・ フ ィ ッ シ ュ マ ン ズ (2005, Polydor)
- Fishmans Rock Festival (2007) (виниловый бокс-сет всех релизов на лейбле Polydor)
- Golden Best Fishmans: Polydor Years (2012, Universal)
- Go Go Round This World! ~ Fishmans 25th Anniversary Record Box (2016) (виниловый бокс-сет всех релизов на лейбле Media Remoras)
- BLUE SUMMER ~Selected Tracks 1991—1995~ (2018, Pony Canyon)
- Night Cruising 2018 (2018, Universal)

### Синглы
| ● ひこうき (1991) |                  |              |
| \| № \| Название \| Длительность \| \| -- \| ---------------- \| ------------ \| \| 1. \| «ひこうき» \| 5:06 \| \| 2. \| «Little Flapper» \| 4:59 \| |                  |              |
| № | Название         | Длительность |
| 1. | «ひこうき»       | 5:06         |
| 2. | «Little Flapper» | 4:59         |

| ● いなごが飛んでる (1991) |                    |              |
| \| № \| Название \| Длительность \| \| -- \| ------------------ \| ------------ \| \| 1. \| «いなごが飛んでる» \| 3:42 \| \| 2. \| «It's Be Alright» \| 5:00 \| |                    |              |
| № | Название           | Длительность |
| 1. | «いなごが飛んでる» | 3:42         |
| 2. | «It's Be Alright»  | 5:00         |

| ● 100ミリちょっとの (1992) |                                         |              |
| \| № \| Название \| Длительность \| \| -- \| --------------------------------------- \| ------------ \| \| 1. \| «100ミリちょっとの» \| 4:03 \| \| 2. \| «あの娘が眠ってる (P.W.M.ヴァージョン)» \| 3:59 \| |                                         |              |
| № | Название                                | Длительность |
| 1. | «100ミリちょっとの»                     | 4:03         |
| 2. | «あの娘が眠ってる (P.W.M.ヴァージョン)» | 3:59         |

| ● Walkin' (1993) |                                      |              |
| \| № \| Название \| Длительность \| \| -- \| ------------------------------------ \| ------------ \| \| 1. \| «Walkin · » \| 5:18 \| \| 2. \| «青空のように» \| 2:34 \| \| 3. \| «いなごが飛んでる (Tokyo Tower Mix)» \| 3:42 \| |                                      |              |
| № | Название                             | Длительность |
| 1. | «Walkin · »                          | 5:18         |
| 2. | «青空のように»                       | 2:34         |
| 3. | «いなごが飛んでる (Tokyo Tower Mix)» | 3:42         |

| ● いかれたBaby (1993) |                      |              |
| \| № \| Название \| Длительность \| \| -- \| -------------------- \| ------------ \| \| 1. \| «いかれたBaby» \| 4:50 \| \| 2. \| «Blue Summer (Live)» \| 6:05 \| |                      |              |
| № | Название             | Длительность |
| 1. | «いかれたBaby»       | 4:50         |
| 2. | «Blue Summer (Live)» | 6:05         |

| ● Go Go Round This World! (1994) |                                                              |              |
| \| № \| Название \| Длительность \| \| -- \| ------------------------------------------------------------ \| ------------ \| \| 1. \| «Go Go Round This World!» \| 3:38 \| \| 2. \| «Smilin' Days, Summer Holiday (Kick the Space Echo Session)» \| 7:15 \| \| 3. \| «Go Go Round This World! (Naked Funk Mix)» \| 3:34 \| \| 4. \| «Future (Remix)» \| 4:45 \| |                                                              |              |
| № | Название                                                     | Длительность |
| 1. | «Go Go Round This World!»                                    | 3:38         |
| 2. | «Smilin' Days, Summer Holiday (Kick the Space Echo Session)» | 7:15         |
| 3. | «Go Go Round This World! (Naked Funk Mix)»                   | 3:34         |
| 4. | «Future (Remix)»                                             | 4:45         |

| ● My Life (1994) |                         |              |
| \| № \| Название \| Длительность \| \| -- \| ----------------------- \| ------------ \| \| 1. \| «My Life» \| 3:50 \| \| 2. \| «救われる気持ち (Live)» \| 3:55 \| |                         |              |
| № | Название                | Длительность |
| 1. | «My Life»               | 3:50         |
| 2. | «救われる気持ち (Live)» | 3:55         |

| ● Melody (1994) |                      |              |
| \| № \| Название \| Длительность \| \| -- \| -------------------- \| ------------ \| \| 1. \| «Melody» \| 5:18 \| \| 2. \| «静かな朝» \| 5:55 \| \| 3. \| «オアシスへようこそ» \| 6:27 \| \| 4. \| «Wedding Baby» \| 4:19 \| |                      |              |
| № | Название             | Длительность |
| 1. | «Melody»             | 5:18         |
| 2. | «静かな朝»           | 5:55         |
| 3. | «オアシスへようこそ» | 6:27         |
| 4. | «Wedding Baby»       | 4:19         |

| ● ナイト クルージング (1995) |                                    |              |
| \| № \| Название \| Длительность \| \| -- \| ---------------------------------- \| ------------ \| \| 1. \| «ナイト クルージング» \| 6:02 \| \| 2. \| «ナイト クルージング (Plasma Mix)» \| 7:39 \| |                                    |              |
| № | Название                           | Длительность |
| 1. | «ナイト クルージング»              | 6:02         |
| 2. | «ナイト クルージング (Plasma Mix)» | 7:39         |

| ● Baby Blue (1996) |                               |              |
| \| № \| Название \| Длительность \| \| -- \| ----------------------------- \| ------------ \| \| 1. \| «Baby Blue» \| 6:08 \| \| 2. \| «Sunny Blue (Hicksville Mix)» \| 3:46 \| |                               |              |
| № | Название                      | Длительность |
| 1. | «Baby Blue»                   | 6:08         |
| 2. | «Sunny Blue (Hicksville Mix)» | 3:46         |

| ● Season (1996) |              |              |
| \| № \| Название \| Длительность \| \| -- \| ------------ \| ------------ \| \| 1. \| «Season» \| 5:44 \| \| 2. \| «I Dub Fish» \| 7:08 \| |              |              |
| № | Название     | Длительность |
| 1. | «Season»     | 5:44         |
| 2. | «I Dub Fish» | 7:08         |

| ● Magic Love (1997) |                      |              |
| \| № \| Название \| Длительность \| \| -- \| -------------------- \| ------------ \| \| 1. \| «Magic Love» \| 4:56 \| \| 2. \| «Magic Love (Remix)» \| 3:44 \| |                      |              |
| № | Название             | Длительность |
| 1. | «Magic Love»         | 4:56         |
| 2. | «Magic Love (Remix)» | 3:44         |

| ● Walking in the Rhythm (1997) |                                                  |              |
| \| № \| Название \| Длительность \| \| -- \| ------------------------------------------------ \| ------------ \| \| 1. \| «Walking in the Rhythm (Prototype Mix)» \| 4:49 \| \| 2. \| «Walking in the Rhythm (Hang-Glider Mix)» \| 10:04 \| \| 3. \| «Walking in the Rhythm (Shinjuku-Version 2 Mix)» \| 14:42 \| \| 4. \| «Walking in the Rhythm (Reprise Mix)» \| 7:44 \| |                                                  |              |
| № | Название                                         | Длительность |
| 1. | «Walking in the Rhythm (Prototype Mix)»          | 4:49         |
| 2. | «Walking in the Rhythm (Hang-Glider Mix)»        | 10:04        |
| 3. | «Walking in the Rhythm (Shinjuku-Version 2 Mix)» | 14:42        |
| 4. | «Walking in the Rhythm (Reprise Mix)»            | 7:44         |

| ● ゆらめき in the Air (1998) |                                                         |              |
| \| № \| Название \| Длительность \| \| -- \| ------------------------------------------------------- \| ------------ \| \| 1. \| «ゆらめき in the Air» \| 13:31 \| \| 2. \| «ゆらめき in the Air (Backing Track) [Vinyl Exclusive]» \| 13:31 \| |                                                         |              |
| № | Название                                                | Длительность |
| 1. | «ゆらめき in the Air»                                   | 13:31        |
| 2. | «ゆらめき in the Air (Backing Track) [Vinyl Exclusive]» | 13:31        |

| ● いかれたBaby / 感謝(驚) / Weather Report (2005) |                  |              |
| \| № \| Название \| Длительность \| \| -- \| ---------------- \| ------------ \| \| 1. \| «いかれたBaby» \| 5:45 \| \| 2. \| «感謝(驚)» \| 7:15 \| \| 3. \| «Weather Report» \| 11:28 \| |                  |              |
| № | Название         | Длительность |
| 1. | «いかれたBaby»   | 5:45         |
| 2. | «感謝(驚)»       | 7:15         |
| 3. | «Weather Report» | 11:28        |

| ● Seasons (Life) (2006) |               |              |
| \| № \| Название \| Длительность \| \| -- \| ------------- \| ------------ \| \| 1. \| «Season» \| 5:44 \| \| 2. \| «I Dub Fish» \| 7:13 \| \| 3. \| «Long Season» \| 10:18 \| |               |              |
| № | Название      | Длительность |
| 1. | «Season»      | 5:44         |
| 2. | «I Dub Fish»  | 7:13         |
| 3. | «Long Season» | 10:18        |

### Концертные видео
- The Three Birds & More Feelings (2000, Polydor) (режиссер Кэнсукэ Кавамура)
- 記憶の増大(2000, Polydor) (Режиссер Кэнсукэ Кавамура)
- 若 い な が ら も 歴 史 あ り 96.3.2 @ 新 宿 Liquid Room (09.11.2005) (Режиссер Кэнсукэ Кавамура)
- 男達の別れ 98.12.28 @ 赤坂 Blitz (2005, Universal Music Japan) (Режиссер Кэнсукэ Кавамура)
- The Long Season Revue (2006, Pony Canyon) (Режиссер Кэнсукэ Кавамура)
- Fishmans in Space Shower TV: Episode.1 (2007)
- Fishmans in Space Shower TV: Episode.2 (2007)
- Fishmans in Space Shower TV: Episode.3 (2007)
- Live 2011/5.3 At Hibiya Open-Air Concert Hall «A Piece of Future» (2012, kampsite) (Режиссер Кэнсукэ Кавамура)

### Видеоклипы
- Night Cruising「ナイトクルージング」(1995, Polydor) (Режиссер Кэнсукэ Кавамура)
- Slow Days (1995, Polydor) (Режиссер Кэнсукэ Кавамура)
- Baby Blue (1996, Polydor) (Режиссер Кэнсукэ Кавамура)
- SEASON (1996, Polydor) (Режиссер Кэнсукэ Кавамура)
- MAGIC LOVE (1997, Polydor) (Режиссер Кэнсукэ Кавамура)
- WALKING IN THE RHYTHM (1997, Polydor) (Режиссер Кэнсукэ Кавамура)
- Yurameki in the Air「ゆらめき in the Air」(1998, Polydor) (Режиссер Кэнсукэ Кавамура)
- Nobody in Tokyo (Видео-джингл для Space Shower TV) (1998) (Режиссер Кэнсукэ Кавамура) YouTube